# 500 miles d'Indianapolis 1971

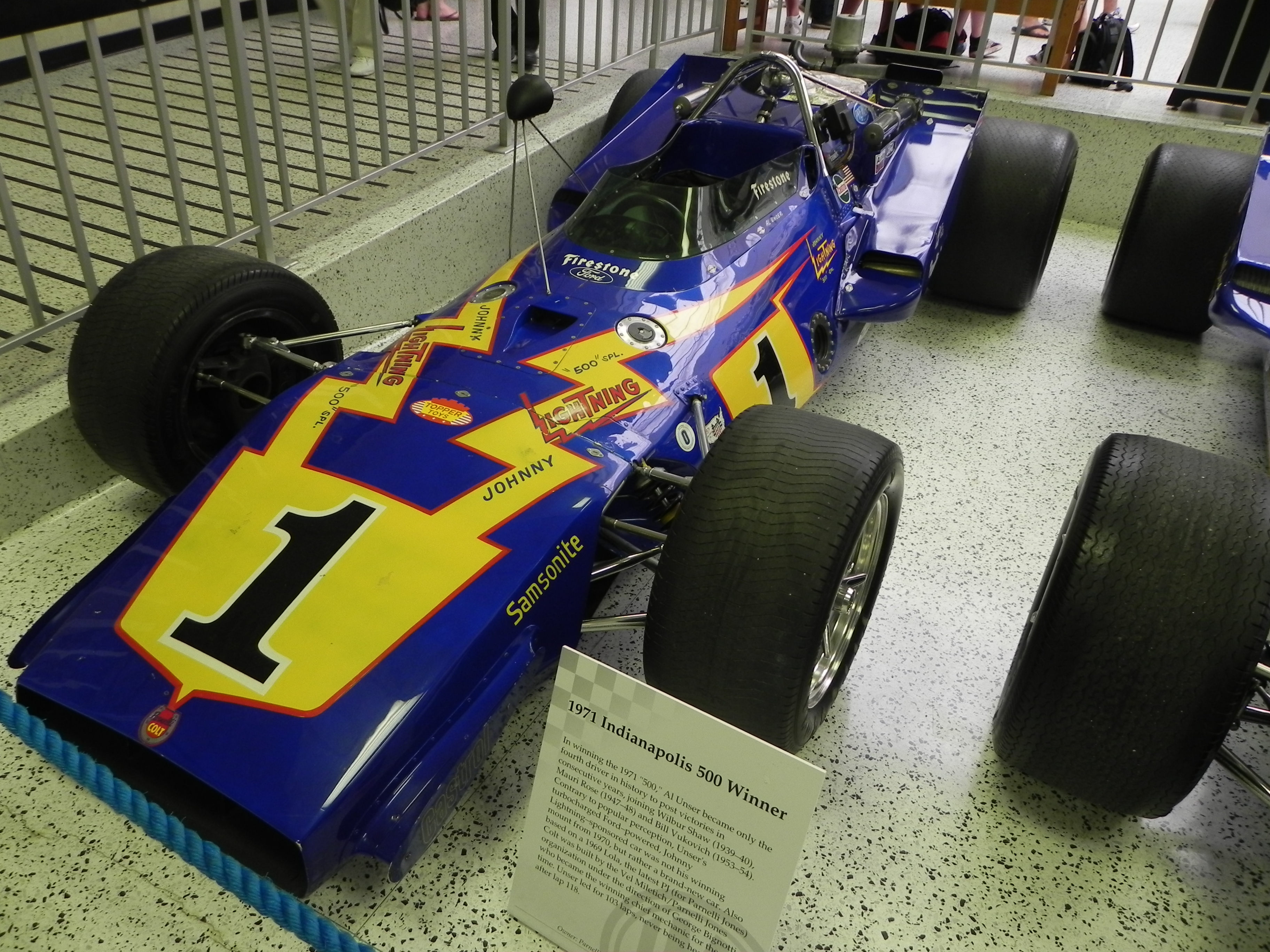
La Colt-Ford d'Al Unser, victorieuse de l'édition 1971 des 500 miles d'Indianapolis.

Les 500 miles d'Indianapolis 1971, disputés sur l'Indianapolis Motor Speedway le samedi 29 mai 1971, ont été remportés par le pilote américain Al Unser sur une Colt-Ford.

## Grille de départ
| Ligne | Intérieur         | Milieu           | Extérieur         |
| 1     | Peter Revson      | Mark Donohue     | Bobby Unser       |
| 2     | Denny Hulme       | Al Unser         | A. J. Foyt        |
| 3     | Lloyd Ruby        | Joe Leonard      | Mario Andretti    |
| 4     | Jim Malloy        | Bill Vukovich II | Gordon Johncock   |
| 5     | Gary Bettenhausen | Cale Yarborough  | Bentley Warren    |
| 6     | David Hobbs       | Bud Tingelstad   | Rick Muther       |
| 7     | Mike Mosley       | Donnie Allison   | George Snider     |
| 8     | Roger McCluskey   | Wally Dallenbach | Johnny Rutherford |
| 9     | Sammy Sessions    | Larry Dickson    | Steve Krisiloff   |
| 10    | Denny Zimmerman   | George Follmer   | Mel Kenyon        |
| 11    | Art Pollard       | Bob Harkey       | Dick Simon        |

La pole a été réalisée par Peter Revson à la moyenne de 287,582 km/h. Il s'agit également du meilleur temps des qualifications.

## Classement final
| no | Pilote              | Voiture               | Tours | Temps/Abandon      |
| 1  | Al Unser            | Colt-Ford             | 200   | 3 h 10 min 11 s 50 |
| 2  | Peter Revson        | McLaren-Offenhauser   | 200   | à 22 min 9 s       |
| 3  | A. J. Foyt          | Coyote-Ford           | 200   | dans même tour     |
| 4  | Jim Malloy          | Eagle-Offenhauser     | 200   | dans même tour     |
| 5  | Bill Vukovich II    | Brabham-Offenhauser   | 200   | dans même tour     |
| 6  | Donnie Allison      | Coyote-Ford           | 199   | à 1 tour           |
| 7  | Bud Tingelstad      | Brabham-Offenhauser   | 198   | à 2 tours          |
| 8  | Denny Zimmerman (R) | Vollstedt-Offenhauser | 189   |                    |
| 9  | Roger McCluskey     | Kuzma-Ford            | 188   |                    |
| 10 | Gary Bettenhausen   | Gerhardt-Offenhauser  | 178   |                    |
| 11 | Lloyd Ruby          | Mongoose-Ford         | 174   | boite de vitesses  |
| 12 | Bobby Unser         | Eagle-Offenhauser     | 164   | accident           |
| 13 | Mike Mosley         | Eagle-Ford            | 159   | accident           |
| 14 | Dick Simon          | Vollstedt-Ford        | 151   |                    |
| 15 | George Follmer      | Kingfish-Offenhauser  | 147   | moteur             |
| 16 | Cale Yarborough     | Mongoose-Ford         | 140   | moteur             |
| 17 | Denny Hulme         | McLaren-Offenhauser   | 137   | moteur             |
| 18 | Johnny Rutherford   | Eagle-Offenhauser     | 128   |                    |
| 19 | Joe Leonard         | Colt-Ford             | 123   | turbo              |
| 20 | David Hobbs (R)     | Lola-Ford             | 107   | accident           |
| 21 | Rick Muther         | Hawk II-Offenhauser   | 85    | accident           |
| 22 | Bob Harkey          | Gerhardt-Offenhauser  | 77    | boite de vitesses  |
| 23 | Bentley Warren (R)  | Eagle-Offenhauser     | 76    | boite de vitesses  |
| 24 | Wally Dallenbach    | Kuzma-Offenhauser     | 69    | moteur             |
| 25 | Mark Donohue        | McLaren-Offenhauser   | 66    | boite de vitesses  |
| 26 | Art Pollard         | Scorpion-Ford         | 45    | moteur             |
| 27 | Sammy Sessions      | Lola-Ford             | 43    | moteur             |
| 28 | Larry Dickson       | Kingfish-Offenhauser  | 33    | moteur             |
| 29 | Gordon Johncock     | McLaren-Offenhauser   | 11    | accident           |
| 30 | Mario Andretti      | McNamara-Ford         | 11    | accident           |
| 31 | Steve Krisiloff (R) | McNamara-Ford         | 10    | fuite d'huile      |
| 32 | Mel Kenyon          | Kuzma-Ford            | 10    | accident           |
| 33 | George Snider       | Eagle-Offenhauser     | 6     | calage             |

Un (R) indique que le pilote était éligible au trophée du "Rookie of the Year" (meilleur débutant de l'année), attribué à Denny Zimmerman.
Moyenne du vainqueur (804 km au total) : 253,849 km/h (nouveau record)

## Sources
- (en) Résultats complets sur le site officiel de l'Indy 500